# Protoxaea gloriosa
Protoxaea gloriosa (лат.) — вид перепончатокрылых насекомых из семейства андренид (Andrenidae). Распространён на юге США (Аризона, Нью-Мексико и Техас) и в северной половине Мексики (Нижняя Калифорния, Чиуауа, Коауила, Дуранго, Нуэво-Леон, Синалоа, Сонора и Тамаулипас).

## Описание
Длина тела самца 14—18 мм; длина переднего крыла 13—16 мм. Длина тела самки 17—22 мм; длина переднего крыла 15—17 мм.

## Экология
Влага первых летних дождей (в конце июля или раннем августе) на юго-востоке Аризоны и западе Нью-Мексико является ключевым фактором для стимулирования вылупления развившегося эмбриона из яйца. Как и у многих других одиночных пчёл у данного вида первыми из яиц появляются самцы, на несколько дней раньше самок. Появившиеся пчёлы тотчас приступают к поисками нектара. Они посещают одиночные цветки неподалёку и если пищи на цветках достаточно, то они остаются на них по нескольку минут. Предпочтение для добычи нектара самцы отдают следующим цветкам: Koeberlinia spinosa, Baccharis glutinosa, Asclepias subverticillata, Kallstroemia grandiflora и Larrea tridentata, а также Casuarina, Lepidium lasiocarpum, Acacia angustissima, Mimosa, Prosopis glandulosa, Caesalpinia jamesii, Hoffmanseggia glauca, Parkinsonia aculeata, Medicago sativa, Melilotus alba, Croton, Condalia, Gossypium, Sphaeralcea, Tamarix gallica, Tamarix ramosissima, Cevallia sinuata, Mentzelia, Menodora scabra, Asclepias subverticillata, Aloysia gratissima, Aloysia wrightii, Salvia azurea, Conyza coulteri, Solidago occidentalis, Guardiola tulocarpus, Helianthus annuus, Verbesina encelioides, Baileya multiradiata, Gaillardia pulchella, Psilostrophe tagetina, Lygodesmia juncea.
Самки активны на открытых пространствах, которые расположены близ одного или более видов низко растущих растений, таких как Cassia bauhinioides и Kallstroemia grandiflora, оба являются объектами опыления ля самок, а также Ephedra trifurea, Lycium, Gutierrezia microcephala и Cucurbita foetidissima — не являются объектами опыления. Самки опыляют следующие растения: Acacia angustissima, Desmanthus cooleyi, Prosopis glandulosa, Cassia bauhinioides, Cassia leptocarpa, Cassia wislizenii, Kallstroemia grandiflora, Larrea tridentata, Solanum elaeagnifolium, Solatium rostratu; нектар они собирают с Casuarina, Koeberlinia spinosa, Lepidium montanum, Acacia angustissima, Prosopis glandulosa, Caesalpinia jamesii, Hoffmanseggia glauca, Dalea scoparia, Medicago sativa, Nelilotus alba, Kallstroemia grandiflora, Larrea tridentata, Cevallia sinuata, Menodora scabra, Asclepias subverticillata, Aloysia gratissima, Salvia azurea, Baccharis glutinosa, Conyza coulteri, Guardiola tulocarpus, Verbesina encelioides, Gaillardia pulchella.
Самцы территориальные насекомые. Они имеют свои патрулируемые участки. Если на этом участки самец заметит другого самца из своего рода Protoxaea, то он атакует непрошеного гостя и часто схватившись за соперника они вместе падают на землю. Хотя некоторым самкам позволено собирать пыльцу на охраняемых территории самцов. Самцы прогоняют не только других самцов со своей территории, но даже других более крупных посетителей цветков — насекомых (в том числе и бабочек), и даже птиц. Но при этом игнорируют мелких пчёл и ос.

### Естественные враги
Перепончатокрылые рода Triepeolus (из семейства настоящих пчёл) обычно откладывают свои яйца в гнёзда Protoxaea gloriosa в штатах Аризона и Нью-Мексико.